# Máire Mullarney
Máire Mullarney (Dublin, 1 de setembre de 1921 – Dublin, 18 d'agost de 2008) va ser una activista ecologista, educadora, feminista i esperantista irlandesa.

## Biografia
Máire McCormick va néixer a Dublin, tot i que quan tenia 9 anys la família es va traslladar a Gibraltar. Allà el seu pare era el cap del servei de correus. La família va tornar a Irlanda el 1942, on Máire va estudiar enfermeria i també va obtenir qualificacions com a teraupeta. Es va casar amb Seán Mullarney i amb ell tindria 11 fills.
Al llarg de la seva vida va ser activista per moltes causes, incloent-hi l'educació, l'ecologisme, el feminisme, els drets humans i la llengua auxiliar internacional esperanto. Pel que fa a l'àmbit de l'educació, va participar en la campanya per acabar amb els càstigs corporals a les escoles. També era partidària de l'educació a casa, tema sobre el que va escriure diversos llibres. Com a ecologista, va ser la fundadora del Partit Verd irlandés, juntament amb el també esperantista Christopher Fettes. De fet, el manifest fundacional del partit es va escriure a la cuina de casa seva. Va ser escollida consellera a les eleccions locals del South Dublin County Council el 1991, on va ser-hi fins al 1999. La seva lluita feminista la va portar a fundar l'associació irlandesa per la planificació familiar, així com a escriure regularment a la secció Women First del diari The Irish Times. Com a periodista va ser membre de la National Union of Journalists. El seu compromís amb els drets humans la va portar a oposar-se a la pena de mort i a criticar durament el règim sudafricà de l'apartheid. Com a esperantista, va formar part de la junta de govern de l'Associació Irlandesa d'Esperanto i va escriure diversos articles i llibres en favor de l'ús d'aquesta llengua. Profundament religiosa, va ser una ferma defensora de l'ecumenisme. A més de l'esperanto i l'anglès, coneixia diverses llengües, com el castellà, l'alemany, l'irlandès, i el llatí i va defensar els drets lingüístics als seus escrits i a les seves conferències.

## Obres
- Parents and Teachers (Christianity in action), 1971
- Anything School Can Do You Can Do Better, 1983
- Esperanto for Hope. A New Way of Learning the Language of Peace, 1989
- Early Reading: A Guide for Parents, 1990
- What About Me? A Woman for Whom One Damn Cause Led to Another (Autobiografia), 1992
- Everyone’s own language, 1999
- Ulrich Matthias. The New Latin for the Church and for Ecumenism (traduït de l'esperanto per Mike Leon i Maire Mullarney), 2002
- Maire Mullarney Argues About Language, 2004